# Charlotte Hornets
De Charlotte Hornets (voorheen de Charlotte Bobcats) is een basketbalteam uit Charlotte, North Carolina dat uitkomt voor de zogenoemde Eastern Conference van de National Basketball Association, beter bekend als de NBA. 

## Geschiedenis

### Originele Charlotte Hornets (1988-2002)
In 1985 had de NBA het plan om de competitie uit te breiden met drie ploegen tegen het seizoen 1988/89 dit werden uiteindelijk vier ploegen. George Shinn een ondernemer probeerde samen met verschillende prominente ondernemers een team naar Charlotte te halen. Charlotte was toen een van de snelst groeiende steden en had een lange geschiedenis met collegebasketbal, eerder speelde de Carolina Cougars uit de American Basketball Association ook al thuiswedstrijden in de stad. Op 5 april 1987 maakte NBA-commissaris David Stern bekend dat Charlotte een NBA-ploeg kreeg en ging spelen in het Charlotte Coliseum. Oorspronkelijk werd gekozen voor de naam Charlotte Spirit maar de winnaar van een wedstrijd waarin een nieuwe naam gekozen werd Charlotte Hornets, er werd voor een groenblauw kleur gekozen en een ontwerp van Alexander Julian als shirt. De nieuwe coach van het team werd Dick Harter, in de expansion draft van 1988 werd voornamelijk gekozen voor veteranen in plaats van jonge spelers zoals de meeste nieuwe ploegen deden. In de eerste NBA draft werden volgende spelers gekozen: Rex Chapman, Tom Tolbert en Jeff Moore.
De Hornets speelde hun eerste wedstrijd op 4 november 1988 tegen de Cleveland Cavaliers, er werd met verloren met 133-93. Vier dagen later wonnen ze hun eerste wedstrijd tegen de Los Angeles Clippers. Ze eindigde het seizoen met 20 overwinningen en 62 verlies wedstrijden. Oorspronkelijk waren er zorgen dat het stadion te groot was met 24.000 plaatsen maar ze verkochten uit in 364 opeenvolgende wedstrijden en waren verschillende jaren de leider in aantal supporters dat kwam opdagen. Maar ook het tweede seizoen wist het team amper wedstrijden te winnen het deed zelfs slechter met een 19 overwinningen tegen 63 verlieswedstrijden. Midden in het seizoen werd Harter ontslagen en opgevolgd door assistent-coach Gene Littles. Het derde seizoen startte goed, ze wonnen acht van hun eerste vijftien wedstrijden. Maar al snel volgde de ontnuchtering met een dramatische reeks van elf nederlagen op een rij. Het seizoen werd afgesloten met 26 overwinningen uit 82 wedstrijden. De NBA All-Star Game werd voor het eerst gehouden in het Charlotte Coliseum dat jaar. Gene Littles werd aan het eind van het seizoen ontslagen na de slechte resultaten en opgevolgd door Allan Bristow. In de NBA Draft 1991 had de Hornets de eerste keus in de draft, ze kozen voor powerforward Larry Johnson, Johnson had meteen een sterke impact op het team en werd dat seizoen gekozen tot NBA Rookie of the Year. Het team kende een beter seizoen mede door de combinatie van Johnson, Kendall Gill en Muggsy Bogues die werd gekozen in de expension draft in 1988 en eindigde met een 31-51 winst-verlies record.
In 1992 kregen ze na de draftlotterij de tweede draftpick aangewezen die ze gebruikten om center Alonzo Mourning te draften. In het seizoen 1992/93 wist het team voor het eerst het seizoen met een winnend record van 44-38. Ze wisten voor de eerste keer de play-offs te bereiken, in de eerste ronde versloegen ze de Boston Celtics maar in de tweede ronde ging het jonge team verloren tegen de New York Knicks. In het seizoen 1993/94 miste het team nipt de play-off's door onder meer blessures van Mourning en Johnson. In het seizoen 1994/95 keerde de Hornets wel terug naar de play-off's maar slaagde er niet in de eerste ronde te overleven tegen de Chicago Bulls. Aan het eind van dat jaar kwam er een eind aan het duo Mourning-Johnson toen Mourning naar de Miami Heat werd geruild voor Glen Rice, Matt Geiger en Khalid Reeves.
Ondanks het verlies van Mourning was de komst van Rice een schot in de roos, hij had meteen een impact op het team. Ondanks een sterke ploeg met onder meer Kenny Anderson, Rice en Johnson slaagde de Hornets er niet in om de play-off's te bereiken en eindigde met een 41-41 winst-verlies balans. Aan het eind van het seizoen werd Allan Bristow ontslagen en opgevolgd door Dave Cowens. In het tussenseizoen van 1996 werd het team voor een tweede keer omgegooid, Andersen weigerde om zijn contract te hernieuwen en Johnson werd geruild naar de New York Knicks voor Anthony Mason. Verder werd er op de dag van de draft een ruil gedaan met de Los Angeles Lakers waarin ze de door hen als dertiende geselecteerde Kobe Bryant ruilde voor Vlade Divac. Ondanks het verlies van enkele starters kende de Hornets hun beste seizoen tot dan toe, ze behaalden een 54-28 winst-verlies balans en bereikten opnieuw de play-off's maar gingen onderuit tegen de Knicks in de eerste ronde. Muggsy Bogues die al vanaf het begin van de club bij de Hornets speelde werd twee wedstrijden in het seizoen geruild samen met Tony Delk naar de Toronto Raptors voor B.J. Armstrong. Verder werd het team aangevuld met David Wesley en Bobby Phills. Met Wesley, Phills, Rice, Mason, en Divac raasde de Hornets doorheen het seizoen, ze eindigden met een 51-31 winst verlies balans. Ze bereikten voor de eerste keer twee jaar achter elkaar de play-off's maar gingen onderuit tegen de Chicago Bulls in de tweede ronde.
Door de lock-out werd het seizoen in 1998/99 verkort tot 50 wedstrijden. Ze ruilden ook sterspeler Rice samen met Armstron en J.R. Reid naar de Lakers voor Eddie Jones en Elden Campbell. Daarnaast nam hoofdcoach Dave Cowens ontslag halverwege het seizoen en werd opgevolgd door Paul Silas. Na een rumoerig seizoen slaagde de ploeg er niet in de play-off's te bereiken. Het volgende seizoen slaagde de Hornets er wel weer in om de play-off's te bereiken maar speler Bobby Phills kwam om het leven na een straatrace samen met teamgenoot David Wesley. Phills nummer 13 werd in de volgende wedstrijd tegen zijn ex-ploeg Cleveland Cavaliers teruggetrokken. In het seizoen 2000/01 bereikten ze opnieuw de play-off's en wonnen in de eerste ronde van de Miami Heat. Maar verloren in de volgende ronde tegen de Milwaukee Bucks, ondaks dat men weer de play-off's bereikten zagen de Hornets een sterke terugval in aantal supporters dit was te verklaren door de dalende populariteit van eigenaar George Shinn. Het seizoen 2001/02 was het veertiende en laatste seizoen van de originele Charlotte Hornets, onder leiding van Baron Davis, David Wesley, Elden Campbell, Lee Nailon en P.J. Brown slaagde de ploeg erin om voor de derde keer op een rij de play-off's te halen. Ze versloegen de Orlando Magic in de eerste ronde maar verloren in de tweede ronde van de New Jersey Nets. Aan het eind van het seizoen verhuisde door de tegenvallende opkomstcijfers het team naar New Orleans en werden de New Orleans Hornets.

### Charlotte Bobcats (2004-2014)
Al kort na de verhuis werden er plannen gemaakt om een nieuw team naar Charlotte te brengen. Verschillende potentiële kandidaten kwamen naar voor zoals een investeringsgroep onder leiding van Larry Bird. Maar de franchise werd toegekend aan Robert L. Johnson eigenaar en oprichter van Black Entertainment Television. Hij werd meteen de eerste Afro-Amerikaanse eigenaar van een NBA-ploeg en betaalde 300 miljoen dollar om zich te mogen inkopen met een team in de NBA. De nieuwe naam werd de Charlotte Bobcats, ondanks dat de winnaar van een competitie om de naam te bepalen Flight was werd hier niet voor gekozen door de mogelijke referentie met de inval in Irak. Bernie Bickerstaff werd aangesteld als eerste coach voor de ploeg. Er werd ook een nieuw stadion gebouwd voor de ploeg het Spectrum Center maar totdat dat af was werd er nog gespeeld in het oude stadion.
Op 22 juni 2004 werd er de expansion draft gehouden voor de nieuwe Bobcats, in tegenstelling tot de originele Hornets kozen de Bobcats wel voor jonge spelers zoals Gerald Wallace, Primož Brezec en Jason Kapono. In de Draft van 2004 kozen ze met de tweede pick Emeka Okafor. De bobcats speelde hun eerste wedstrijd op 4 november 2004 tegen de Washington Wizards in een wedstrijd die werd verloren met 103-96. Twee dagen later wisten ze meteen hun eerste wedstrijd te winnen tegen de Orlando Magic met 110 -100. Ondanks een slecht eerste seizoen met een winst-verlies balans van 18-64, slaagde Okafor erin om NBA Rookie of the Year te winnen. Ook in het tweede seizoen had het team moeilijkheden met wedstrijden winnen, ze eindigde met 26-56 winst-verlies balans. Aan het eind van het seizoen maakte de club bekend dat Michael Jordan een minderheidsaandeel in de club had gekocht. Het seizoen 2006/07 begon goed maar na februari ging play-off hoop verloren na een verliesreeks van acht wedstrijden, hoofdcach Bernie Bickerstaff werd aan het eind van het seizoen ontslagen en vervangen door Sam Vincent. Het einde van het seizoen betekende ook het einde van het oude Charlotte Coliseum, ondanks dat het maar 19 jaar oud was werd het aan het eind van het seizoen gesloopt omdat het te weinig vip-boxen had en oorspronkelijk gebouwd was voor collegebasketbal. 
Het volgende seizoen waren er verschillende veranderingen in bestuur en coaching, ondanks de veranderingen kon de ploeg maar 32 wedstrijden winnen. Door het tegenvallende seizoen werd Sam Vincent aan het eind van het seizoen ontslagen in april. Hij werd opgevolgd door Hall of Famer Larry Brown, in de draft werd D. J. Augustin gekozen en via enkele ruilen werden ook Boris Diaw en Raja Bell toegevoegd aan het team. Dit zou blijken een goede beslissing te zijn als het team maar net buiten de play-off's eindigden. Hoofdaandeelhouder Robert L. Johnson stelde de club aan het eind van het seizoen te koop aan, Michael Jordan die al minderheidsaandeelhouder was kocht de club van hem over. Tijdens het tussenseizoen veranderde het team door Gerald Henderson te draften, Emeka Okafor te ruilen voor Tyson Chandler en verder werden ook Stephen Jackson en Acie Law toegevoegd aan de ploeg. Met de nieuwe ploeg slaagde de Bobcats erin om de play-off's te halen, Gerald Wallace werd een All-Star en de enige Bobcat die daar in slaagde, ze verloren in de eerste ronde van de Orlando Magic in de eerste ronde.
In het tussenseizoen verlieten Raymond Felton en Tyson Chandler de club. De Bobcats misten hun start na 19 verliezen uit 28 wedstrijden en Larry Brown werd ontslagen, hij werd opgevolgd door Paul Silas. Wallace werd tijdens het seizoen geruild voor twee eerste ronde draftpicks en er werden nog jonge spelers aan de ploeg toegevoegd maar miste de play-off's ondanks betere resultaten onder Silas. Opnieuw waren de Bobcats zeer actief in het tussenseizoen; Corey Maggette (ruil), Bismack Biyombo en Kemba Walker vervoegde de club vanuit de draft. Het seizoen 2011/12 werd getroffen door een lock out, maar zou voornamelijk gekend blijven voor iets anders. In 2012 brak het team een dubieus record: nadat ze hun seizoen afsloten met 23 achtereenvolgende verliespartijen - wat ze in die categorie op een gedeelde derde plaats zet - hadden ze met slechts zeven overwinningen uit 66 wedstrijden het record voor het slechtste winstpercentage uit de geschiedenis van de NBA in handen. Door het slechte seizoen werd met de tweede pick Michael Kidd-Gilchrist gekozen en met de 31e plek Jeffery Taylor daarnaast werd ook Silas ontslagen en opgevolgd door Mike Dunlap. Daarnaast werden ook Ben Gordon, Ramon Sessions en Brendan Haywood gehaald om het team te versterken. Ondanks een degelijke start verloor de ploeg achttien wedstrijden op een rij, de ploeg zou deze verliesreeks niet te boven komen en slaagde er niet in om de play-off's te bereiken. Dunlap werd aan het eind van het seizoen ontslagen en opgevolgd door Steve Clifford. Het volgende seizoen werden opnieuw enkele spelers gehaald; Cody Zeller (draft), Al Jefferson (free agent), Gary Neal en Luke Ridnour (ruil). De Bobcats slaagde erin om de play-off's te bereiken maar verloren in de eerste ronde van de Miami Heat.

### Charlotte Hornets (2014-heden)
In 2014 werden de Bobcats officiël omgevormd tot de Charlotte Hornets en kregen ze de geschiedenis van de oude club over van de New Orleans Pelicans. Waardoor ze eigenlijk twee seizoenen geen competitie speelde en de club uit New Orleans gerekend wordt als een expansie team sinds 2002. In de draft van 2014 was de club zeer actief ze haalden Noah Vonleh, Shabazz Napier later geruild voor P.J. Hairston en Dwight Powell geruild voor Scotty Hopson. Het seizoen verliep niet vlot en ze eindigde met een 33-49 winst-verlies balans en slaagde er niet i zich te kwalificeren voor de play-off's. In het tussenseizoen zat de club opnieuw niet stil en haalde spelers zoals Nicolas Batum, Jeremy Lamb en Jeremy Lin. Dit zorgde voor een directe verbetering van de resultaten en men eindigde men een balans van 48-34, in de play-off's ging de ploeg ten onder tegen de Miami Heat. Ondanks het vertrek van Lin en Jefferson versterkte de ploeg zich met Roy Hibbert, Marco Belinelli en Ramon Sessions. Men zou de play-off's niet halen maar tijdens het volgende tussenseizoen slaagde de Hornets erin om de All-star Dwight Howard aan te trekken en tijdens de draft kozen ze voor Malik Monk.
In het seizoen 2017/18 werd Kemba Walker voor de tweede keer All-star maar slaagde er niet in zijn team naar de play-off's te leiden. In april werd hoofdcoach Clifford ontslagen en opgevolgd door James Borrego. Het seizoen 2018/19 betekende dat de club 30 jaar bestond en kondigden aan dat Muggsy Bogues en Dell Curry ambassadeurs werden voor de club. Tony Parker tekende bij de club en speelde zijn laatste seizoen voor de club. De club miste opnieuw de play-off's met een winst verlies balans van 39-43, aan het eind van het seizoen verliet ook sterspeler Kemba Walker het team en ging spelen voor de Boston Celtics. Het seizoen 2019/20 was het dertigste seizoen in de NBA, het was tevens het eerste seizoen sinds 2010 zonder Walker. Het seizoen werd stilgelegd in het midden van het seizoen door Covid, ze werden niet uitgenodigd om in de NBA Bubble te gaan spelen. In de 2021 NBA draft selecteerde de Hornets met de 3de pick LaMelo Ball, hij slaagde erin om Rookie of the Year te winnen. De Hornets slaagde er opnieuw niet in om de play-off's te bereiken.

## Bekende oud-spelers
- Muggsy Bogues (1988-1997)
- Larry Johnson (1991-1996)
- Boris Diaw (2008-2012)
- Raymond Felton (2005-2010)
- Stephen Jackson (2009-2011)
- Emeka Okafor (2004-2009)
- Jason Richardson (2007-2008)
- Gerald Wallace (2004-2011)
- Kemba Walker (2011-2019)